# Antsapanimahazo
Antsapanimahazo – gmina (kaominina) na Madagaskarze, w regionie Vakinankaratra, w dystrykcie Faratsiho. W 2001 roku zamieszkana była przez 17 975 osób. Siedzibę administracyjną stanowi Antsapanimahazo.
Na obszarze gminy funkcjonują m.in. szkoła pierwszego stopnia, szkoła drugiego stopnia pierwszego cyklu oraz poczta. 96,7% mieszkańców trudni się rolnictwem, 3% pracuje w sektorze hodowlanym. Produktami o największym znaczeniu żywnościowym są ryż oraz ziemniak.